# Zonopimpla armandoi
Zonopimpla armandoi là một loài tò vò trong họ Ichneumonidae.